# Affektlära
Affektläran var en skolbildning inom barockmusiken som behandlade klangens inverkan på det mänskliga psyket. Affektläran går ut på att speciella musikaliska grepp står för vissa känslor, ex. en ren kvart inger glädje, stolthet, hopp, stigande melodi = glädje; små intervall = sorg; tritonusfall = diabolus in musica. I grund och botten kan det preciseras i förfarandet hur ett specifikt intervall kan inge en specifik känsla.